# تاريخ نادي تشيلسي (2003–2022)
توثق هذه المقالة تاريخ نادي تشيلسي لكرة القدم، وهو فريق كرة قدم إنجليزي مقره في فولهام، غرب لندن. للحصول على نظرة عامة على النادي، انظر نادي تشيلسي لكرة القدم
في عام 2003، اشترى الملياردير الروسي رومان أبراموفيتش نادي تشيلسي، مما أدى إلى بداية عصر من النجاح الكبير. قادهم جوزيه مورينيو إلى لقبين في الدوري، وكأس الاتحاد الإنجليزي، وكأس الرابطة مرتين في ثلاثة مواسم. وأضاف النادي كأس الاتحاد الإنجليزي مرة أخرى في عام 2009، ثم حقق لقب الدوري وكأس الاتحاد الإنجليزي لأول مرة في عام 2010. تحت قيادة اللاعب السابق روبيرتو دي ماتيو، فاز النادي بكأس الاتحاد الإنجليزي للمرة السابعة في عام 2012، قبل أن يفوز بأول لقب له في دوري أبطال أوروبا. وتبع ذلك فوزهم الأول ببطولة الدوري الأوروبي بعد عام واحد. وتبع ذلك انتصارات أخرى في الدوري الإنجليزي الممتاز في عامي 2015 و2017. فازوا بكأس الاتحاد الإنجليزي للمرة الثامنة في عام 2018 والدوري الأوروبي للمرة الثانية في عام 2019. وتبع ذلك فوزه الثاني بدوري أبطال أوروبا في عام 2021. في مارس 2022، تم الاستيلاء على تشيلسي من أبراموفيتش بعد العقوبات التي فرضتها الحكومة البريطانية. في 30 مايو 2022، أعلن اتحاد الشركات الذي يقوده تود بولي بقيمة 4.25 مليار جنيه إسترليني عن اكتمال نقل ملكية تشيلسي، منهيًا ملكية أبراموفيتش للنادي التي استمرت 19 عامًا. 

## 2003: بداية عصر أبراموفيتش
مع مواجهة النادي لأزمة مالية واضحة،  باع بيتس نادي تشيلسي بشكل غير متوقع في يونيو 2003 مقابل 60 مليون جنيه إسترليني.  وبذلك، قيل إنه حقق ربحًا شخصيًا قدره 17 مليون جنيه إسترليني على النادي الذي اشتراه مقابل جنيه إسترليني واحد في عام 1982 (تم تخفيف حصته إلى أقل من 30% على مر السنين).  وكان المالك الجديد للنادي هو الملياردير الروسي رومان أبراموفيتش، الذي تولى أيضًا مسؤولية ديون النادي، والتي بلغت حوالي 80 مليون جنيه إسترليني، ودفع جزء منها بسرعة.  ثم ذهب في جولة إنفاق بقيمة 100 مليون جنيه إسترليني قبل بداية الموسم وضم لاعبين مثل كلود ماكيليلي، وجيريمي، وهرنان كرسبو، وواين بريدج، وغلين جونسون، وجو كول، وداميين داف. 
وشهد الإنفاق عائدًا جيدًا، حيث أنهى تشيلسي الدوري الإنجليزي الممتاز في المركز الثاني (أفضل مركز له في الدوري منذ 49 عامًا) ووصل إلى نصف نهائي دوري أبطال أوروبا بعد فوزه بشكل دراماتيكي على فريق أرسنال الذي لا يقهر في ربع النهائي.  ومع ذلك، خسر تشيلسي الدور نصف النهائي أمام موناكو؛  مع انتقاد المدرب كلاوديو رانييري لبعض القرارات التكتيكية مثل تحويل لاعب الوسط سكوت باركر إلى الظهير الأيمن والظهير الأيمن غلين جونسون إلى قلب الدفاع لاستيعاب المزيد من المهاجمين في الفريق.  تم إقالة رانييري في النهاية وتم استبداله بجوزيه مورينيو (الذي فاز بلقبين في الدوري البرتغالي، وكأس البرتغال، ولقب دوري أبطال أوروبا وكأس الاتحاد الأوروبي مع بورتو) كمدرب جديد للنادي. 

## جوزيه مورينيو: بطل الدوري مرتين (2004–2007)

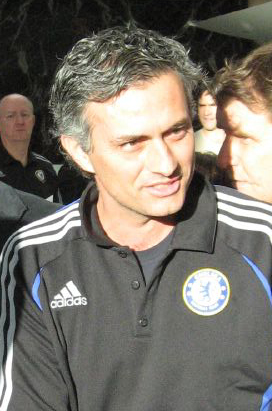
أصبح جوزيه مورينيو المدرب الأكثر نجاحاً في تشيلسي، حيث قاد النادي إلى خمسة ألقاب كبرى في خمسة مواسم.

كان موسم 2004–05 ناجحًا على الرغم من البداية البطيئة لموسم الدوري، حيث كان الفريق متأخرًا عن المتصدر أرسنال بخمس نقاط. [بحاجة لمصدر] اكتسبت حملة تشيلسي للفوز باللقب زخمًا تدريجيًا، بفضل فرانك لامبارد صاحب الهداف الكبير وعودة الجناح الهولندي الشاب الموهوب آريين روبن من الإصابة. [بحاجة لمصدر] لقد تصدروا جدول الترتيب بعد الفوز على إيفرتون في نوفمبر 2004 ولم يتخلوا عن تقدمهم أبدًا، حيث خسروا مباراة واحدة فقط في الدوري طوال الموسم وفازوا برقم قياسي بلغ 29 مباراة، وحصلوا على 95 نقطة قياسية في هذه العملية. [بحاجة لمصدر] دفاع قياسي بقيادة القائد جون تيري وشراكته الجديدة مع ريكاردو كارفاليو، واللاعب متعدد المهارات ويليام غالاس، والظهير باولو فيريرا، ولاعب خط الوسط المحوري كلود ماكيليلي، وحارس المرمى بيتر تشيك، شكلوا العمود الفقري للفريق، حيث استقبلوا 15 هدفًا فقط طوال الموسم وحافظوا على نظافة شباكهم في 25 مباراة. [بحاجة لمصدر] بينما أمضى تشيك 1025 دقيقة دون أن يستقبل أي هدف، وهو رقم قياسي في الدوري الإنجليزي الممتاز.   وفي النهاية، ضمن تشيلسي اللقب بفوزه 2–0 خارج أرضه على بولتون بفضل هدفين من لامبارد، بعد مرور ما يقرب من 50 عامًا منذ فوزهم بلقب الدوري الأخير.  أكمل الفوز بالدوري الثنائية المحلية للنادي، حيث فاز تشيلسي بالفعل بكأس الرابطة في فبراير بعد فوز مثير 3–2 على ليفربول في النهائي على ملعب الألفية. 
في دوري أبطال أوروبا، أوقعت القرعة تشيلسي في مواجهة برشلونة في مرحلة خروج المغلوب. في مباراة الذهاب على ملعب كامب نو، تقدم تشيلسي بنتيجة 1–0، لكن ديدييه دروغبا طُرد بشكل مثير للجدل في الشوط الثاني، بينما كان تشيلسي لا يزال متقدمًا، وفاز الكتالونيون في النهاية بنتيجة 2–1.  ادعى مورينيو أن مدرب برشلونة فرانك رايكارد تحدث إلى الحكم أندرس فريسك في الشوط الأول – وهو ادعاء ثبت صحته لاحقًا – وأن النتيجة كانت "مزورة".  بعد تلقيه تهديدات بالقتل من مشجعي تشيلسي، اعتزل فريسك وحُكم على مورينيو بالإيقاف عن اللعب لمباراتين بسبب الإساءة إلى سمعة اللعبة.   فاز تشيلسي في مباراة العودة المثيرة بنتيجة 4–2 على ملعب ستامفورد بريدج، حيث سجل جون تيري هدف الفوز المثير للجدل ليقودهم إلى النهائي.  في ربع النهائي، كان الفوز 4–2 على أرضه على بطل ألمانيا بايرن ميونخ والخسارة 3–2 في ألمانيا كافيين لضمان التأهل إلى الدور نصف النهائي، حيث واجهوا ليفربول.  بعد التعادل 0–0 في ستامفورد بريدج، تقدم ليفربول 1–0 في أنفيلد بفضل لويس غارسيا ولم يتمكن تشيلسي من اختراق دفاع قوي، وبالتالي فقد فرصة تحقيق الثلاثية. 
وبعد مرور عام واحد، احتفظ تشيلسي بلقب الدوري، بعد أن تعاقد مع شون رايت فيليبس في الصيف مقابل 21 مليون جنيه إسترليني، وحقق المزيد من الأرقام القياسية في هذه العملية.  بعد فوزهم بأول تسع مباريات، [بحاجة لمصدر] حدد الفريق بشكل قاطع وتيرة الدوري الإنجليزي الممتاز – بما في ذلك الفوز 4–1 على ليفربول في أنفيلد –  وفي مرحلة ما كان متقدمًا [بحاجة لمصدر] بعد تعثر في نهاية الموسم، ومع تحقيق يونايتد لتسعة انتصارات متتالية، تم تقليص الفارق في النقاط إلى سبع نقاط حيث دخل تشيلسي مباراة حاسمة مع وست هام. بعد تأخرهم بهدف بعد مرور عشر دقائق ونقص عددي بعد 17 دقيقة بعد طرد مانيش، عاد الفريق ليفوز 4–1 ويحافظ على الفارق.  تم تأمين اللقب في النهاية بفوزه 3–0 على يونايتد في ستامفورد بريدج.  وأصبحوا أول نادي لندني يفوز بلقب الدوري مرتين متتاليتين منذ ثلاثينيات القرن العشرين، والفريق الخامس فقط الذي يفعل ذلك منذ الحرب العالمية الثانية. [بحاجة لمصدر] كما سجلوا الرقم القياسي لأكبر عدد من الشباك النظيفة (ستة) منذ بداية الموسم وعادلوا أفضل سجل على أرضهم لفريق من دوري الدرجة الأولى منذ نيوكاسل يونايتد في 1906–07 (18 فوزًا وتعادل واحد من 19 مباراة).[بحاجة لمصدر] ومع ذلك، كان النجاح أقل في الكؤوس حيث خرجوا من دوري أبطال أوروبا على يد برشلونة ومن نصف نهائي كأس الاتحاد الإنجليزي على يد ليفربول.  
على الرغم من وصول أشلي كول ومايكل بالاك وأندري شيفتشينكو، شهد موسم 2006–07 تنازل تشيلسي عن كأس الدوري الإنجليزي الممتاز لصالح مانشستر يونايتد بعد بقائه في المركز الثاني في الدوري لغالبية الموسم.   كان النادي لا يزال ينافس على تحقيق رباعية غير مسبوقة في نهاية أبريل، ولعب كل المباريات الـ63 الممكنة باستثناء مباراة واحدة في بداية الموسم. [بحاجة لمصدر] فازوا بكأس الرابطة بفوزهم على أرسنال 2–1 في نهائي كأس إنجلترا الأخير على الإطلاق في ملعب الألفية،  وتغلبوا على يونايتد 1–0 في نهائي كأس الاتحاد الإنجليزي الأول على ملعب ويمبلي الجديد؛  وكان تشيلسي أيضًا آخر فريق يفوز بها في ملعب ويمبلي القديم. وصلوا إلى الدور نصف النهائي من دوري أبطال أوروبا، لكنهم خرجوا مرة أخرى على يد ليفربول، هذه المرة بركلات الترجيح. 

## عصر أنشيلوتي (2009–2011)

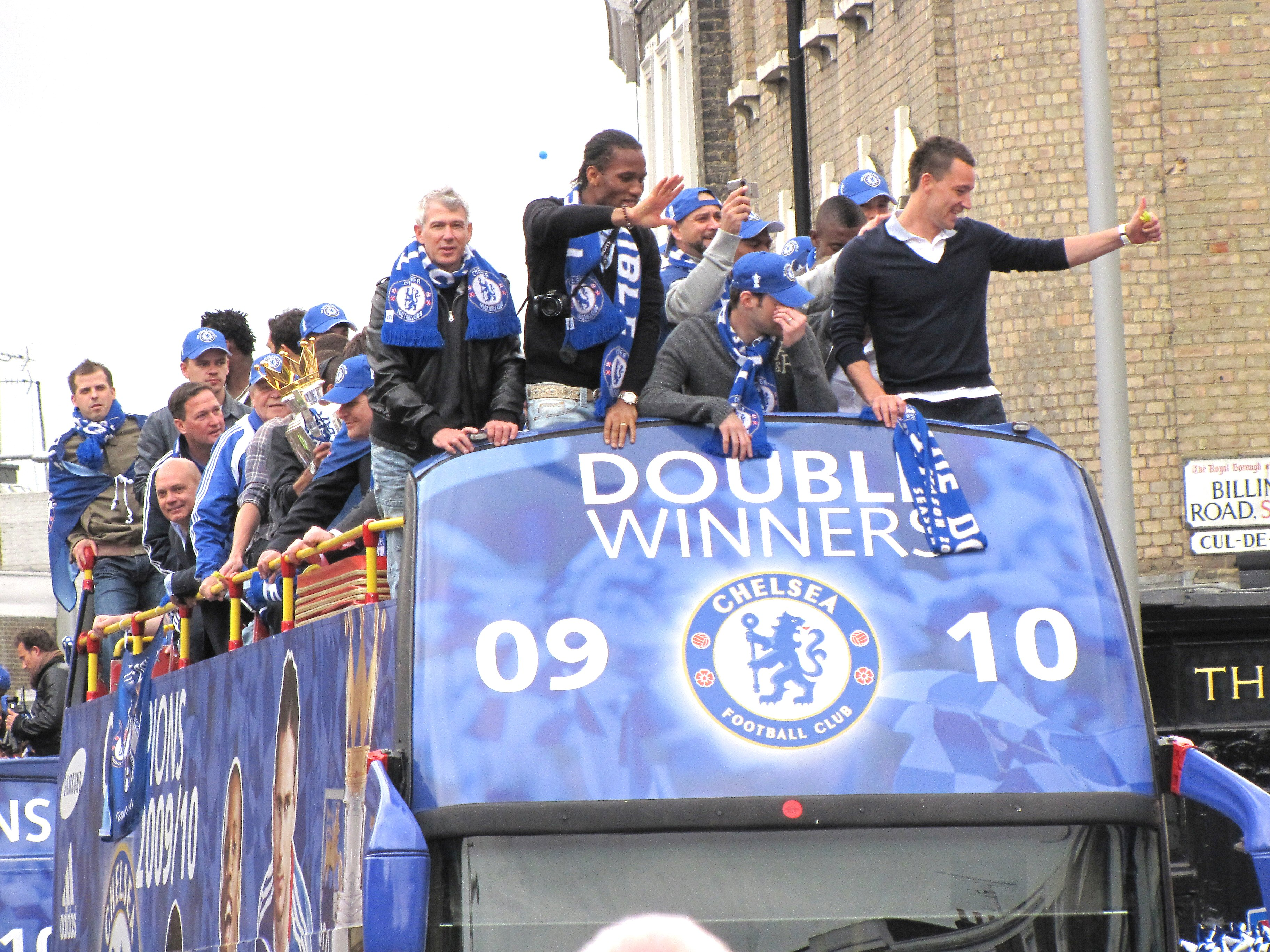
مسيرة لاعبي تشيلسي لكرة القدم في شوارع فولهام وتشيلسي بعد فوزهم بالدوري والكأس في مايو 2010

تم تأكيد تعيين المدرب السابق لميلان كارلو أنشيلوتي خليفة لهيدينك في الأول من يونيو 2009.  بدأ مسيرته بالفوز ببطولة التحدي العالمي لكرة القدم التي أقيمت في الولايات المتحدة.  في أول مباراة تنافسية لأنشيلوتي، التقى تشيلسي مع مانشستر يونايتد في درع المجتمع. انتهت المباراة بالتعادل 2–2، حيث فاز تشيلسي 4–1 بركلات الترجيح ليحصد الكأس، وهو أول فوز للنادي بركلات الترجيح منذ فوزه على إيبسويتش تاون في كأس الرابطة في يناير 1998. 
في 3 سبتمبر 2009، وفي عقوبة نادرة ولكنها غير مسبوقة، مُنع تشيلسي من تسجيل أي لاعبين جدد خلال فترتي الانتقالات التاليتين، في يناير وصيف 2010، بعد أن قضت غرفة حل النزاعات التابعة للاتحاد الدولي لكرة القدم (الفيفا) بأن الجناح الفرنسي غايل كاكوتا قد انتهك عقده مع نادي لانس الفرنسي عندما انضم إلى تشيلسي في عام 2007، وأن تشيلسي حثه على القيام بذلك.  وبعد ذلك تمت تبرئة النادي من قبل محكمة التحكيم الرياضي (CAS) وتم رفع حظر الانتقالات. 
في نهاية الموسم الذي تبادل فيه تشيلسي المراكز على قمة الجدول مع مانشستر يونايتد عدة مرات، وتجاوزه أرسنال لفترة وجيزة، حسموا لقب الدوري الإنجليزي الممتاز للمرة الثالثة في ستة مواسم بفوز ساحق 8–0 على أرضهم على ويغان في اليوم الأخير من الموسم.  كما رفع الفوز إجمالي أهداف تشيلسي في الدوري هذا الموسم إلى 103 هدفًا،  وهو الأعلى منذ أن سجل توتنهام هوتسبير 111 هدفًا في موسم 1962–،3 والمرة الأولى في تاريخ الدوري الإنجليزي الممتاز التي يسجل فيها نادٍ 100 هدف أو أكثر في موسم واحد.  وسجل كل من دروغبا ولامبارد وأنيلكا وفلوران مالودا أرقاما مزدوجة. بعد أسبوع، حقق تشيلسي أول "لقب الدوري وكأس الاتحاد الإنجليزي" في تاريخه بفوزه على بورتسموث 1–0 في نهائي كأس الاتحاد الإنجليزي، بفضل ركلة حرة من ديدييه دروغبا، الهدف السابع في ست نهائيات كأس مع تشيلسي. 
بدأ تشيلسي موسم 2010–11 بخسارة أمام مانشستر يونايتد في درع المجتمع.  بدأ تشيلسي موسم الدوري الإنجليزي الممتاز بشكل جيد بالفوز في المباريات الخمس الافتتاحية في الدوري،  اثنان منها بنتيجة 6–0،   على الرغم من الانخفاض في مستواهم مما جعلهم يقاتلون من أجل البقاء في المراكز الأربعة الأولى.  في 31 يناير، تصدر تشيلسي عناوين الأخبار بتوقيعه مع ثنائي من النجوم في اللحظات الأخيرة من فترة الانتقالات الشتوية، دافيد لويز مقابل 21.3 مليون جنيه إسترليني من بنفيكا وسجل انتقال بريطاني بقيمة 50 مليون جنيه إسترليني لفرناندو توريس لاعب ليفربول.  ولم يثبت التعاقدان الجديدان أنهما كافيان لإنقاذ شيء ما من موسم تشيلسي، حيث فشل الفريق في الفوز بأي لقب. ونتيجة لذلك، تم إقالة أنشيلوتي من منصبه كمدرب بعد فترة وجيزة من هزيمة تشيلسي 1–0 أمام إيفرتون في اليوم الأخير من الموسم. 

## أندريه فيلاش بواش: المشروع (2011–2012)
في 22 يونيو 2011، تم تعيين أندريه فيلاش بواش كمدربجديد لتشيلسي بموجب عقد مدته ثلاث سنوات، اعتبارًا من الآن.   في 14 أغسطس، تعادل تشيلسي 0–0 في أول مباراة له في موسم الدوري الإنجليزي الممتاز 2011–12 خارج أرضه أمام ستوك سيتي. فاز فيلاش بواش بالمباراة الأولى كمدرب لتشيلسي في الأسبوع التالي بعد فوز البلوز على وست بروميتش ألبيون بنتيجة 2–1. في 22 أغسطس، اتفق تشيلسي وفالنسيا على صفقة للجناح الدولي الإسباني خوان ماتا، الذي وقع مقابل 23.5 مليون جنيه إسترليني.  وفي اليوم الأخير من فترة الانتقالات، انضم راؤول ميريليس إلى تشيلسي قادما من ليفربول، فيما انضم غايل كاكوتا إلى بولتون على سبيل الإعارة حتى الأول من يناير 2012. في 18 سبتمبر، تعرض تشيلسي لأول هزيمة له هذا الموسم، حيث خسر بنتيجة 3–1 أمام مانشستر يونايتد على ملعب أولد ترافورد.
في 29 نوفمبر 2011، خرج تشيلسي من كأس الرابطة في لدورربع النهائي على يد ليفربول، الذي فاز 2-– في ستامفورد بريدج. وكانت هذه الخسارة هي الثالثة لتشيلسي في أربع مباريات. وبعد أربعة أيام، أكد فيلاش بواش رحيل نيكولا أنيلكا وأليكس، اللذين قدما كل منهما طلبات انتقالهما إلى النادي. وجاء هذا الإعلان بعد المباراة التي فاز بها تشيلسي خارج أرضه أمام نيوكاسل 3–0، ليعود إلى المراكز المؤهلة لدوري أبطال أوروبا. في 6 ديسمبر، فاز تشيلسي بالمباراة الأخيرة في مرحلة المجموعات في دوري أبطال أوروبا بنتيجة 3–0 ضد فالنسيا، ليضمن التقدم إلى مرحلة خروج المغلوب. تعادل راسينغ جينك 1–1 مع باير ليفركوزن يعني أن تشيلسي تصدر المجموعة الخامسة. في 12 ديسمبر، ألحق تشيلسي الهزيمة الأولى بمتصدر الدوري مانشستر سيتي هذا الموسم، بعد أن عاد من الخلف في مواجهة نارية بأهداف من راؤول ميريليس وركلة جزاء متأخرة من فرانك لامبارد لتحويل العجز إلى فوز. في 21 فبراير 2012، فاز نابولي على تشيلسي بنتيجة 3–1 في مباراة الذهاب من دور الـ16. 

## الثلاثية الأوروبية (2012–2013)
في مارس 2012، وبعد الهزيمة 1–0 أمام وست بروميتش، تم إقالة أندريه فيلاش بواش من منصبه كمد بلتشيلسي بعد تسعة أشهر من توليه المسؤولية؛ وكانت نسبة فوزه أقل من 50%.   في وقت إقالته، كان الفريق يحتل المركز الخامس في الدوري وعلى وشك الخروج من دوري أبطال أوروبا بعد خسارة 3–1 خارج أرضه أمام نابولي.  وجاء في بيان للنادي أن النتائج "لم تكن جيدة بما فيه الكفاية ولم تظهر أي علامات على التحسن في وقت مهم من الموسم".  تم تعيين مساعد مدرب الفريق الأول الإيطالي (ولاعب تشيلسي السابق) روبيرتو دي ماتيو مدرباً مؤقتًا حتى نهاية الموسم. في 14 مارس، فاز تشيلسي على نابولي بنتيجة 4–1 في مباراة الإياب من الجولة الثانية لدوري أبطال أوروبا، ليقلب تأخره بنتيجة 3–1 في مباراة الذهاب.  استمر الأداء الجيد تحت قيادة دي ماتيو عندما تقدم تشيلسي إلى الدور نصف النهائي من كأس الاتحاد الإنجليزي بعد فوزه على ليستر سيتي بنتيجة 5–2 في ستامفورد بريدج. 
في أبريل 2012، تقدم تشيلسي إلى الدور نصف النهائي من دوري أبطال أوروبا للمرة السادسة في تسعة مواسم، بفضل فوزه 3–1 في مجموع المباراتين على بنفيكا.  أدى هذا إلى التعادل مع حامل اللقب برشلونة. في 15 أبريل، تقدم تشيلسي إلى نهائي كأس الاتحاد الإنجليزي للمرة الثالثة في أربعة مواسم بفوزه الساحق على منافسه توتنهام 5–1 في ويمبلي؛  سجل ديدييه دروغبا الهدف الأول ليمدد سجله المذهل في التسجيل في كل مباراة لعبها هناك (سبعة في ذلك الوقت). وبعد ثلاثة أيام، واجه تشيلسي برشلونة على ملعب ستامفورد بريدج باعتباره الفريق الأضعف. وعلى الرغم من سيطرة برشلونة على الكرة وحصوله على عدد أكبر من الفرص، إلا أن تشيلسي حقق فوزًا صعبًا بنتيجة 1–0 في مباراة الذهاب.  وفي مباراة الإياب بعد أسبوع على ملعب كامب نو، خسر تشيلسي 2–0 وطُرد قائده جون تيري خلال أول 45 دقيقة. ومع ذلك، سجل راميريز هدفًا في اللحظات الأخيرة من الشوط الأول، مما وضع تشيلسي في الصدارة، وهو ما حافظ عليه بفضل ركلة جزاء أهدرها ليونيل ميسي. وفي اللحظات الأخيرة، سجل فرناندو توريس هدفًا ليضمن التأهل إلى النهائي، مانحًا تشيلسي فوزًا بنتيجة 3–2 في مجموع المباراتين. 
وعلى الرغم من تقدمهم في الكؤوس، ظل أداء تشيلسي في الدوري الإنجليزي الممتاز غير مبال، حيث تعادلوا مع توتنهام وأرسنال وخسروا على أرضهم أمام نيوكاسل، مما أنهى فعليا فرصهم في إنهاء الموسم ضمن المراكز الأربعة الأولى في جدول الدوري. وهذا يعني أنه يتعين عليهم الفوز بدوري أبطال أوروبا لضمان التأهل إلى بطولة الموسم التالي. في نهائي كأس الاتحاد الإنجليزي 2012، واجه تشيلسي فريق ليفربول. سجل راميريز الهدف الأول لتشيلسي في وقت مبكر من المباراة، وفي الشوط الثاني ضاعف ديدييه دروغبا النتيجة. على الرغم من تقليص ليفربول للفارق بهدف أندي كارول، صمد تشيلسي ليفوز بكأس الاتحاد الإنجليزي للمرة السابعة، ويرجع الفضل في ذلك إلى حد كبير إلى تألق حارس المرمى بيتر تشيك، الذي تصدى بشكل استثنائي لتسديدة حرمت أندي كارول من هدف التعادل؛ وكان هذا هو النجاح الرابع لتشيلسي في المسابقة في ستة مواسم  وأفضل سجل لأي نادٍ في المسابقة منذ فوز واندررز بها خمس مرات في سبع سنوات في القرن التاسع عشر.
في نهائي دوري أبطال أوروبا، كان خصم تشيلسي هو بايرن ميونخ. أقيمت المباراة على ملعب أليانز أرينا، معقل بايرن ميونخ. وتقدم بايرن بهدف في الدقيقة 83 عن طريق توماس مولر، ولكن بعد خمس دقائق سجل دروغبا هدف التعادل برأسية – هدفه التاسع في تسع نهائيات كأس مع تشيلسي – لتمتد المباراة إلى الوقت الإضافي. وحصل بايرن على ركلة جزاء، لكن تسديدة آريين روبن تصدى لها بيتر تشيك. ظلت النتيجة 1–1، مما يعني أن المباراة ذهبت إلى ركلات الترجيح. تقدم بايرن بنتيجة 3–1 بعد أن أهدر خوان ماتا ركلة جزاء له، لكن لاعبي بايرن إيفيكا أوليتش وباستيان شفاينشتايغر أهدرا ركلتي الترجيح، مما أتاح لدروغبا تسجيل ركلة الترجيح الحاسمة ليضمن لتشيلسي اللقب الأول في دوري أبطال أوروبا في تاريخه.  في عام 2013، صنف الاتحاد الدولي لتاريخ وإحصائيات كرة القدم (IFFHS) تشيلسي الفريق رقم واحد في العالم، ليحل محل برشلونة في صدارة التصنيف العالمي. 
تم تعيين روبيرتو دي ماتيو مديرًا دائمًا ولكن تم إقالته في نوفمبر 2012 وتم استبداله برافاييل بينيتيز،  وهو اختيار غير محبوب لدى العديد من مشجعي تشيلسي بسبب ارتباط بينيتيز بليفربول والتعليقات التي أدلى بها سابقًا عن النادي،  وتلقى "استقبالًا عدائيًا بشدة" عندما تم تقديمه في أول مباراة له على أرضه، وهي مباراة انتهت بالتعادل 0–0 مع مانشستر سيتي في 25 نوفمبر 2012.   شهدت فترة بينيتيز نتائج متباينة؛ حيث خسر تشيلسي نهائي كأس العالم للأندية أمام كورينثيانز  وتعرض للهزيمة في نصف نهائي كأس الرابطة أمام سوانزي سيتي.  احتلوا المركز الثالث في الدوري الإنجليزي الممتاز، مما ضمن لهم التأهل لدوري أبطال أوروبا، وفازوا بالدوري الأوروبي بفضل أهداف فرناندو توريس وبرانيسلاف إيفانوفيتش في نهائي الدوري الأوروبي 2013.   وبذلك، أصبح تشيلسي أول فريق في التاريخ يحمل لقبين أوروبيين كبيرين في وقت واحد، والنادي الرابع، والنادي البريطاني الوحيد، الذي فاز بجميع المسابقات الثلاث الكبرى للأندية التابعة للاتحاد الأوروبي لكرة القدم حتى عام 2017، عندما فاز مانشستر يونايتد لكأس الدوري الأوروبي الأول له. 

## فترة مورينيو الثانية (2013–2015)
في 3 يونيو 2013، أعلن تشيلسي عن تعيين جوزيه مورينيو مداب ًللمرة الثانية بعقد مدته أربع سنوات. وصل ويليان بعد فترة وجيزة في أغسطس 2013 وتم إعادة التعاقد مع نيمانيا ماتيتش في فترة الانتقالات في يناير. في أول عام لمورينيو بعد عودته، 2013–14، لم يحقق تشيلسي أي لقب لكنه احتل المركز الثالث برصيد 82 نقطة، بفارق أربع نقاط عن مانشستر سيتي حامل اللقب. كما وصلوا إلى الدور نصف النهائي من دوري أبطال أوروبا، وخسروا بنتيجة 3–1 في مجموع المباراتين أمام أتلتيكو مدريد. وكانت إحدى أهم نقاط الموسم هي الفوز الساحق 6–0 على أرسنال في مارس. أكبر فوز لتشيلسي على الإطلاق ضد منافسيه في شمال لندن.
في فترة الانتقالات الصيفية، تعاقد تشيلسي مع لاعب خط الوسط سيسك فابريغاس من برشلونة، والمهاجم دييغو كوستا من أتلتيكو مدريد، وكورت زوما من سانت إتيان. كما تم استدعاء تيبو كورتوا من إعارته إلى أتلتيكو مدريد، وتم بيع دافيد لويز إلى باريس سان جيرمان مقابل 50 مليون جنيه إسترليني، وهو رقم قياسي عالمي للمدافع. في هذه الأثناء، غادر اللاعبون المفضلون للنادي أشلي كول وفرانك لامبارد وخوان ماتا، بينما فضل مورينيو التعاقد مع سيزار أزبيليكويتا وأوسكار. في الموسم التالي، فاز تشيلسي بلقب الدوري الإنجليزي الممتاز للمرة الأولى منذ موسم 2009–10 بعد تصدره جدول الترتيب منذ بداية الموسم. [بحاجة لمصدر] لم يخسروا أي مباراة حتى ديسمبر وأنهوا الموسم في النهاية متقدمين بفارق ثماني نقاط عن وصيفهم مانشستر سيتي. لعب قائد النادي جون تيري كل دقيقة من جميع المباريات الـ38، معادلاً الرقم القياسي الذي سجله غاري باليستر. كما فازوا بكأس الرابطة للمرة الخامسة، وذلك بفضل فوزهم 2–0 على توتنهام هوتسبير في ملعب ويمبلي. ومع ذلك، فقد تعرضوا للهزيمة في الجولة الرابعة من كأس الاتحاد الإنجليزي على يد فريق برادفورد سيتي من الدوري الإنجليزي الدرجة الأولى بعد أن قادوا عودة غير متوقعة في ستامفورد بريدج للفوز بالمباراة 2–4، ومنح تشيلسي الخسارة الأولى على أرضه خلال الموسم بأكمله.
شهد موسم 2015–16 سلسلة من النتائج السيئة لأبطال الدوري الإنجليزي الممتاز. في 17 ديسمبر، تم إقالة مورينيو من قبل النادي بعد الهزيمة أمام ليستر سيتي، البطل في النهاية، والتي تركت تشيلسي متقدمًا بنقطة واحدة على منطقة الهبوط بعد 16 مباراة، وهي أسوأ بداية لموسم منذ عام 1978. تم تعيين غوس هيدينك لفترة ثانية كمدرب مؤقت. ومع ذلك، واصل الفريق كفاحه وانتهى في المركز العاشر في الدوري الإنجليزي الممتاز، وهو أدنى ترتيب له في الدوري منذ موسم 1995–96.

## كونتي وساري: لقب الدوري الإنجليزي الممتاز الخامس والدوري الأوروبي الثاني (2015–2019)
بعد إقالة مورينيو، تم تعيين جوس هيدينك مدرباً مؤقتًا لبقية موسم 2015–16.  لم يُهزم الفريق في أول خمسة عشر مباراة لهيدينك تحت قيادته.  في فبراير 2016، خسر تشيلسي أمام باريس سان جيرمان في مباراة الذهاب من دور الـ16 لدوري أبطال أوروبا.  ثم خسر تشيلسي مباراة الإياب من دور الـ16 بنتيجة 2–1 على أرضه، وبالتالي خرج من المنافسة في مارس 2016.  تبع ذلك خروج الفريق من كأس الاتحاد الإنجليزي في وقت لاحق من ذلك الشهر بعد خسارته 2–0 أمام إيفرتون.  ومع ذلك، تحسن أداء تشيلسي في الدوري الإنجليزي الممتاز، حيث ارتفع من المركز السادس عشر، بفارق نقطة واحدة عن الهبوط في ديسمبر 2015، إلى المركز الحادي عشر بحلول فبراير 2016 بعد العودة من التأخر 1–0 إلى الفوز 2–1 على ساوثهامبتون.  
ومع ذلك، بدأ مستوى الفريق في التراجع بالتعادل 1–1 على أرضه مع ستوك سيتي، و2–2 على أرضه ضد وست هام، مما أدى إلى تراجع تشيلسي إلى المركز العاشر.   في أبريل 2016، حقق تشيلسي فوزًا خارج أرضه بنتيجة 4–1 على بورنموث، حيث سجل إدين هازارد هدفًا لأول مرة،  وبعد الخسارة 2–0 أمام منافسه توتنهام، قاتل ليتعادل 2–2، وسجل هازارد مرة أخرى ليحسم لقب الدوري الإنجليزي الممتاز لصالح ليستر سيتي.  تعادل تشيلسي 1–1 مع ليفربول ولعب مباراة أخرى على أرضه ضد ليستر سيتي بنفس النتيجة، حيث تم تكريم كلاوديو رانييري، مدرب تشيلسي السابق، بحرس شرف.  
تم تأكيد تعيين المدرب السابق ليوفنتوس والمنتخب الإيطالي آنذاك أنطونيو كونتي مدرباً فنيًا جديدًا لتشيلسي في مارس 2016. تولى المسؤولية لموسم 2016–17 بعد مشاركة إيطاليا في بطولة أمم أوروبا 2016. تحت قيادة كونتي، قدم الفريق أداءً جيدًا في موسم 2016–17، حيث فاز بالدوري الإنجليزي الممتاز وحقق الرقم القياسي لأكبر عدد من الانتصارات في ذلك الوقت بواقع 30 مباراة من أصل 38 مباراة إجمالية في الموسم.  تم التعاقد مع نغولو كانتي وماركوس ألونسو في الصيف بينما انضم دافيد لويز وفيكتور موسيس إلى النادي للعب أدوار رئيسية.   
في الموسم التالي، انخفض مستوى تشيلسي مرة أخرى.  في دوري أبطال أوروبا، احتلوا المركز الثاني في مجموعتهم بعد النتائج، بما في ذلك التعادل على أرضهم أمام روما وأتلتيكو مدريد والخسارة خارج أرضهم أمام روما.  في دور الـ16، تعادل تشيلسي مع برشلونة؛ وبعد التعادل 1–1 في مباراة الذهاب على أرضه، عاد برشلونة ليفوز 3–0 في كامب نو ويخرج تشيلسي من المنافسة.  كانت حظوظ النادي في كأس رابطة الأندية الإنجليزية المحترفة أفضل قليلاً حيث وصل إلى الدور نصف النهائي، لكنه خرج على يد أرسنال بنتيجة 2–1 في مجموع المباراتين.  كانت النقطة المضيئة في الموسم هي الفوز بكأس الاتحاد الإنجليزي حيث سجل إدين هازارد هدفًا وحيدًا حسم به فوز البلوز على مانشستر يونايتد في ويمبلي.  ومع ذلك، فإن الفشل في التأهل لدوري أبطال أوروبا، إلى جانب مشاكل المدرب أنطونيو كونتي مع المهاجم دييغو كوستا، أدى إلى إقالة أنطونيو كونتي قبل بداية موسم الدوري الإنجليزي الممتاز التالي.   تم استبداله على الفور بالمواطن الإيطالي ماوريسيو ساري للموسم التالي. 
بدأ الموسم الأول لماوريسيو ساري بشكل جيد مع سلسلة من 12 مباراة دون هزيمة في الدوري الإنجليزي الممتاز، بما في ذلك الفوز 4–0 على أرضه أمام بيرنلي والتعادل 1–1 مع صاحب المركز الثاني ليفربول.  ومع ذلك، فإن الانخفاض في المستوى في شهر فبراير يعني أن المنافسة على اللقب أصبحت مستحيلة إلى جانب الهزيمة على أرض الفريق في الجولة الخامسة من كأس الاتحاد الإنجليزي أمام مانشستر يونايتد.  على الرغم من الدعوات التي وجهت للنادي لإقالة المدرب الإيطالي في ذلك الوقت، قاد ماوريسيو ساري النادي إلى المركز الثالث في الدوري متقدمًا على توتنهام هوتسبير ومانشستر يونايتد اللذين أنهيا الموسم السابق في مركز أعلى منهما.  وهذا يضمن التأهل لدوري أبطال أوروبا للموسم التالي.  بالإضافة إلى ذلك، وصل تشيلسي إلى نهائي كأس رابطة الأندية الإنجليزية المحترفة، حيث هُزم على يد مانشستر سيتي، الفائز بالدوري في النهاية، بركلات الترجيح.  كما شق النادي طريقه إلى نهائي الدوري الأوروبي، حيث تغلب على أرسنال بنتيجة 4–1 في 29 مايو 2019 بأهداف من هازارد وأوليفييه جيرو وبيدرو مما أدى إلى حصولهم على أول كأس أوروبية منذ عام 2013. 
في 8 مايو 2019، تم رفض استئناف النادي ضد حظر الانتقالات الذي فرضه الاتحاد الدولي لكرة القدم (الفيفا) بسبب انتهاك القواعد المتعلقة بالتوقيع مع لاعبين أجانب تحت 18 عامًا. وهذا يعني أن النادي كان عليه أن يقضي عقوبة حظر الانتقالات لمدة فترتين. ومع ذلك، أعلن النادي أنه سيستأنف القرار أمام محكمة التحكيم الرياضية.  غادر ساري بعد ذلك قبل موسم 2019–20 لتولي مسؤولية يوفنتوس. 

## فضيحة الاعتداء الجنسي
خارج الملعب، في 29 نوفمبر 2016، تورط تشيلسي في فضيحة الاعتداء الجنسي في كرة القدم في المملكة المتحدة بعد إعلانه عن التحقيق في مزاعم الاعتداء الجنسي التاريخي في السبعينيات، بما في ذلك الدفع السري للاعب سابق اتهم رئيس الكشافة السابق للنادي إيدي هيث بالاعتداء الجنسي على الأطفال.    في 2 ديسمبر، تم الكشف عن اسم اللاعب السابق وهو غاري جونسون، الذي قال إنه حصل على 50 ألف جنيه إسترليني مقابل عدم الكشف علنًا عن مزاعم تعرضه للاعتداء الجنسي من قبل هيث.  في اليوم التالي، اعتذر تشيلسي "بشدة" لجونسون،  الذي طالب لاحقًا بمزيد من التعويض المالي من النادي.  وفي 3 ديسمبر أيضًا، ذكرت صحيفة الإندبندنت أن أحد لاعبي تشيلسي الشباب زعم أن داريو غرادي، مساعد مدرب تشيلسي آنذاك، زار منزل عائلة اللاعب "لتهدئة" شكوى الاعتداء الجنسي ضد هيث في عام 1974.  كان غرادي من بين أول من استهدفهم تحقيق الاتحاد الإنجليزي لكرة القدم،  وفيما يتصل بهذه الادعاءات، تم إيقاف غرادي من قبل الاتحاد الإنجليزي لكرة القدم في 11 ديسمبر 2016.   وفي الوقت نفسه، زعم حارس مرمى تشيلسي السابق ديريك ريتشاردسون أيضًا تعرضه للإساءة من قبل هيث.  في أغسطس 2019، اعتذر مجلس إدارة تشيلسي "بلا تحفظ" عن السماح لهيث، "المعتدي الجنسي المتلاعب"، بالعمل "دون أي تحد". وجاء الاعتذار بعد تحقيق قاده المحامي تشارلز جيكي، الذي انتقد أيضًا مساعد المد بالسابق غرادي. اتُهم بالفشل في إخبار موظفي النادي الكبار بشأن ادعاء السلوك الجنسي المتعلق بهيث والذي تقدم به والد أحد اللاعبين الشباب. 

## عودة فرانك لامبارد (2019–2021)
حل فرانك لامبارد محل ساري بعد أن كان مدرباً لفريق ديربي كاونتي بمساعدة اللاعب السابق ورئيس الأكاديمية جودي موريس.  في أول موسم للامبارد، احتل الفريق المركز الرابع، ووصل أيضًا إلى نهائي كأس الاتحاد الإنجليزي، وخسر 2–1 أمام أرسنال.   قبل إنطلاق الدوري الإنجليزي الممتاز 2020–21، أنفق تشيلسي 200 مليون جنيه إسترليني على لاعبين مثل كاي هافيرتس، وحكيم زياش، وتيمو فيرنر، وتياغو سيلفا، وإدوارد ميندي، وبن تشيلويل. 
في يناير 2020، كشف نادي تشيلسي لكرة القدم عن لوحة جدارية للفنان سولومون سوزا على الحائط الخارجي للمدرج الغربي في ملعب ستامفورد بريدج. وتعد هذه اللوحة الجدارية جزءًا من حملة تشيلسي "قل لا لمعاداة السامية" الممولة من قبل مالك النادي رومان أبراموفيتش. تتضمن الجدارية صورًا للاعبي كرة القدم يوليوس هيرش وأرباد فايس، اللذين قُتلا في معسكر اعتقال أوشفيتس، ورون جونز، أسير حرب بريطاني يُعرف باسم "حارس مرمى أوشفيتس". 

## توماس توخل: لقب دوري أبطال أوروبا الثاني وأول لقب في كأس العالم للأندية (2021–2022)
في يناير 2021، أقال تشيلسي فرانك لامبارد بعد سلسلة من الأداء السيئ.  تم اختيار توماس توخل، المدير الفني السابق لباريس سان جيرمان وبوروسيا دورتموند، كبديل؛ وكان توخل قد قاد باريس سان جيرمان إلى نهائي دوري أبطال أوروبا لأول مرة في العام السابق، حيث خسر أمام بايرن ميونخ. 

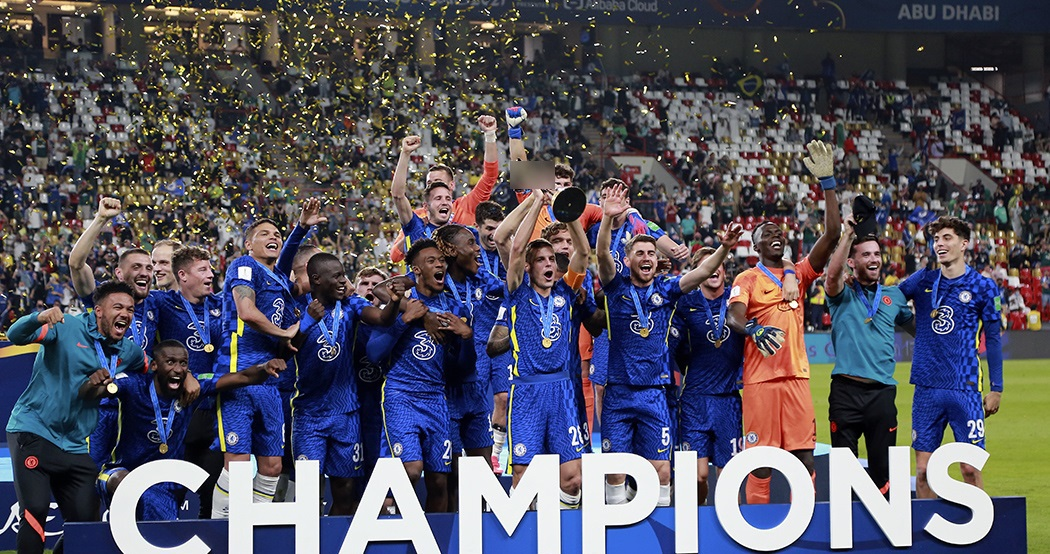
لاعبو تشيلسي يحتفلون بأول لقب لهم في كأس العالم للأندية بعد فوزهم على بالميراس البرازيلي في النهائي

تحت قيادة توخل، حقق تشيلسي سلسلة جيدة من النتائج ولم يهزم في أول 13 مباراة لتوخل مع النادي.  أنهى تشيلسي الموسم ضمن المراكز الأربعة الأولى بعد أن احتل المركز التاسع في الجدول عندما وصل توخل.  كما تقدم تشيلسي إلى نهائي كأس الاتحاد الإنجليزي بعد إقصاء مانشستر سيتي متصدر الدوري الإنجليزي الممتاز، لكنه خسر 1–0 أمام ليستر سيتي في النهائي.  تأهل تشيلسي إلى نهائي دوري أبطال أوروبا 2021 بعد فوزه على أتلتيكو مدريد وبورتو وريال مدريد في دور الـ16 وربع النهائي ونصف النهائي على التوالي.  فاز تشيلسي بدوري أبطال أوروبا للمرة الثانية بعد فوزه على مانشستر سيتي 1–0 في 29 مايو 2021، في ملعب التنين في بورتو، البرتغال، حيث سجل كاي هافيرتس هدف الفوز. 
بدأ تشيلسي بقوة في موسم 2021–22. بعد فوزه بدوري أبطال أوروبا، قاد توخل النادي إلى كأس السوبر الأوروبي للمرة الثانية، بفوزه على فياريال 6–5 بركلات الترجيح بعد التعادل 1–1.  في أغسطس 2021، حطم تشيلسي الرقم القياسي لناديه في رسوم الانتقالات بإعادة التوقيع مع روميلو لوكاكو مقابل 97.5 مليون جنيه إسترليني.  تصدر النادي الدوري الإنجليزي الممتاز في ديسمبر 2021.  ومع ذلك، تراجع مستوى تشيلسي، ليحتل في النهاية المركز الثالث، بفارق تسعة عشر نقطة عن المتصدرين.  ومع ذلك، وصل النادي إلى نهائي كأس الرابطة حيث خسر أمام ليفربول بركلات الترجيح بعد التعادل بدون أهداف.  كما وصل النادي إلى نهائي كأس الاتحاد الإنجليزي ضد ليفربول مرة أخرى.  ومع ذلك، خسر تشيلسي بركلات الترجيح مرة أخرى بعد التعادل 0–0؛ وكانت هذه هي المرة الثالثة على التوالي التي ينتهي فيها نهائي كأس الاتحاد الإنجليزي بتحطيم تشيلسي. 

## أزمة الملكية (2022)

### عقوبات على أبراموفيتش وقيود وصعوبات في العثور على المالك الجديد
في ظل العقوبات المالية التي فرضتها الحكومات الغربية على القِلة الروسية ردًا على الغزو الروسي لأوكرانيا 2022، صرح أبراموفيتش في 26 فبراير أنه سيسلم إدارة تشيلسي إلى أمناء مؤسسة تشيلسي.  ولم يوافق الأمناء على الفور، بسبب المخاوف القانونية المتعلقة بقواعد لجنة الأعمال الخيرية في إنجلترا وويلز.  وبعد أسبوع، قام أبراموفيتش بشطب 1.5 مليار جنيه إسترليني من ديون النادي، وعرض النادي للبيع، متعهدًا بالتبرع بالعائدات الصافية منه لضحايا الحرب في أوكرانيا.  
في أعقاب العقوبات المفروضة على رومان أبراموفيتش، قدم الملياردير البريطاني جيم راتكليف عرضًا بقيمة 4.25 مليار جنيه إسترليني لشراء النادي، لكن تم رفضه.  تم بيع نادي تشيلسي لكرة القدم في النهاية إلى رجل الأعمال الأمريكي تود بولي. 
في 10 مارس 2022، أعلنت الحكومة البريطانية فرض عقوبات على أبراموفيتش مع السماح لتشيلسي بالعمل بموجب ترخيص خاص حتى 31 مايو،   بينما استبعد الدوري الإنجليزي الممتاز أبراموفيتش من منصب مدير النادي.  وفي الأسابيع التالية، ظهرت تقارير عن تورط أبراموفيتش في التوسط في اتفاق سلام بين أوكرانيا وروسيا وتأمين ممرات إخلاء آمنة في المدن الأوكرانية المحاصرة.   كشف مسؤول حكومي أمريكي أن الرئيس الأوكراني فولوديمير زيلينسكي طلب من الحكومة الأمريكية عدم فرض عقوبات على أبراموفيتش نظرًا لأهميته في جهود الإغاثة من الحرب. 